# John Langdon Down
John Langdon Haydon Down (18 de noviembre de 1828 - 7 de octubre de 1896) fue un médico británico conocido por su descripción del síndrome de Down.
Down nació en Torpoint, Cornualles, procedente de una familia irlandesa: Su bisabuelo paterno había llegado a ser obispo protestante de Derry. John Down cursó estudios en la escuela local (Devonport Classical and Mathematical School), y con 14 años comenzó a formarse como aprendiz de su padre, farmacéutico. A la edad de 18 se traslada a Londres y comienza a trabajar de ayudante para un cirujano. Allí tendrá que extraer muestras de sangre, dientes, dispensar fármacos, hasta que finalmente entra a trabajar en un laboratorio farmacéutico de Bloomsbury Square. Por esa época conoce a Michael Faraday y le ayudará con sus experimentos con gases.  
En 1853 regresa a Torpoint para ayudar a su padre hasta su fallecimiento. En ese año y después de la muerte de su progenitor decide estudiar medicina e ingresa en el Royal London Hospital como estudiante. En 1856 se licencia en el Real Colegio de Cirujanos de Inglaterra, y en 1858 es nombrado director médico del asilo Earlswood para disminuidos mentales, en Surrey.
Allí comienza su trabajo con niños afectados de diversos grados de discapacidad intelectual, fruto del cual publicará en 1866 su famoso estudio Observations on an ethnic classification of idiots, en el que establece una clasificación de las personas con retraso mental en función de sus características étnicas. Se atribuye una fuerte influencia de las teorías darwinianas en su estudio, especialmente teniendo en cuenta su parentesco con la familia del propio Charles Darwin, a través de una sobrina. Su contribución más popular es la descripción de la categoría que el denominó «idiocia mongoloide», por las similitudes faciales con las razas nómadas del interior de Mongolia, y en la que se incluían individuos portadores de lo que hoy se conoce como trisomía 21, o síndrome de Down, en honor a su autor.
Los dos hijos del doctor Down, Reginald y Percival Down continuaron la tarea de su padre, en especial Reginald quien describió algunas características más de la lista de rasgos físicos asociados al síndrome de Down, como su peculiar pliegue palmar.